# Francisco de Castrejón

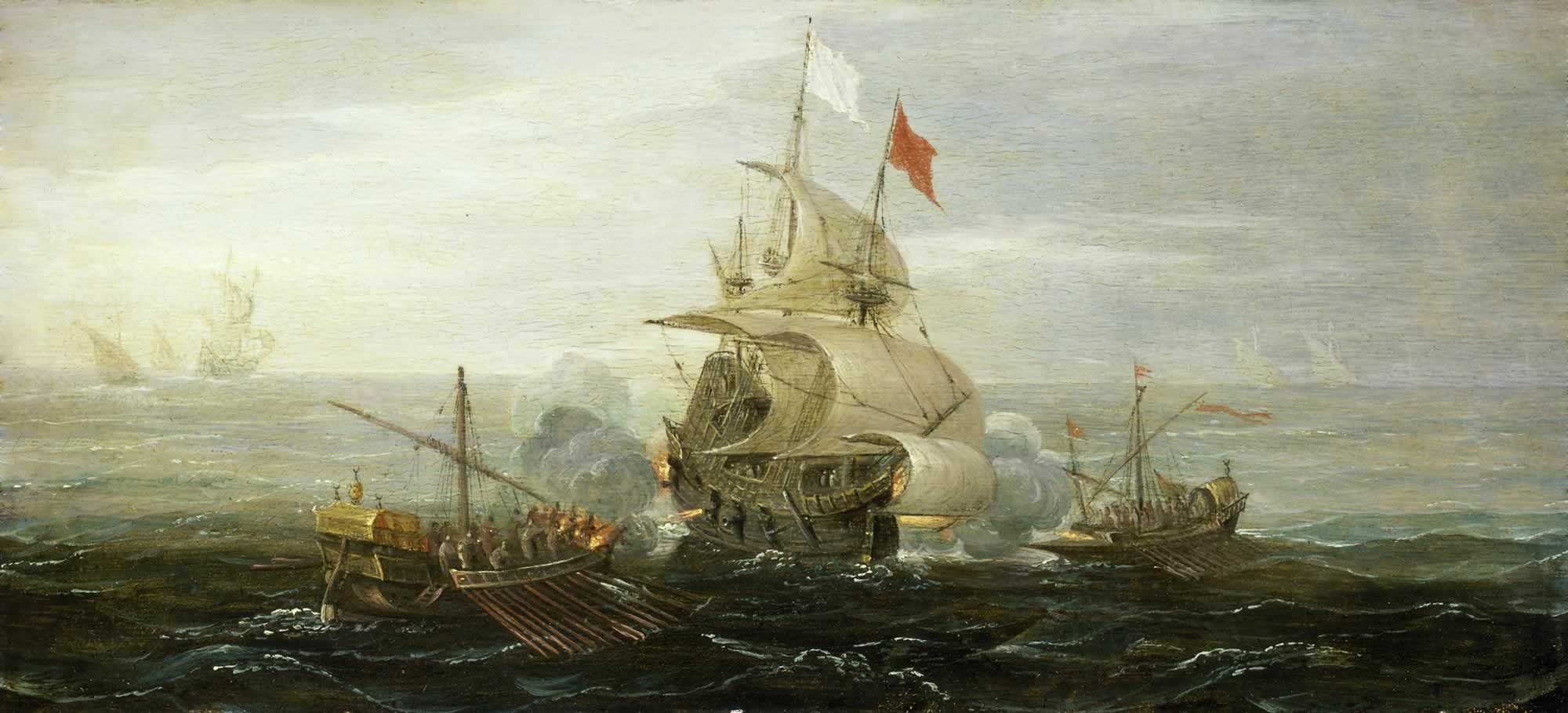
Nau de corsários franceses sendo atacada por volta de 1615

Francisco de Castrejón (Espanha, 15?? — 16??) foi um militar espanhol que serviu como capitão de Infantaria na armada de Diego Flórez de Valdés, quando esta esteve em terras brasileiras a serviço da Dinastia Filipina, que então reinava em conjunto Portugal e Espanha. A ele também foi confiada a alcaidaria (prefeitura) do Forte de São Filipe, na então capitania da Paraíba, local onde atualmente se situa o distrito de Forte Velho. Em 1584, lá chegou com 110 arcabuzeiros castelhanos, e 50 portugueses, incluindo mamelucos e «outra gente miúda».
Desde a expedição de Flórez Valdés, em 1583, e da construção do Forte de São Filipe na foz do rio Paraíba, os entreveros entre tropas portuguesas e espanholas haviam sido bastante expressivos, a ponto de contribuírem para que o posto fosse abandonado pelo capitão Castrejón.